# バレッジョ
バレッジョ（伊: Bareggio）は、イタリア共和国ロンバルディア州ミラノ県にある、人口約17,000人の基礎自治体（コムーネ）。

## 地理

### 位置・広がり

#### 隣接コムーネ
隣接するコムーネは以下の通り。
- プレニャーナ・ミラネーゼ
- コルナレード
- セドリアーノ
- クザーゴ
- チズリアーノ

### 地震分類
イタリアの地震リスク階級 (it) では、4 に分類される
。